# Херман Фридрих фон Хоенцолерн-Хехинген
Херман Фридрих фон Хоенцолерн-Хехинген (на немски: Hermann Friedrich von Hohenzollern-Hechingen; * 11 януари 1665 в Хехинген, † 23 януари 1733 във Фрайбург в Брайсгау) от род Хоенцолерн е граф на Хоенцолерн-Хехинген и императорски генерал-фелдмаршал.
Той е вторият син на княз Филип (1616 – 1671) и съпругата му маркграфиня Мария Сидония фон Баден-Родемахерн (1636 – 1686), дъщеря на маркграф Херман Фортунат фон Баден-Родемахерн и Антония Елизабет фон Крихинген.
Той първо е каноник, домхер в Страсбург и Кьолн, напуска и става хауптман на австрийска служба, където се отличава във войните против турците. През 1724 г. той става императорски генерал-фелдмаршал. По-късно той е губернатор на Фрайбург в Брайсгау и резедира най-вече в Арберг.

## Фамилия
Херман Фридрих се жени два пъти.
Херман Фридрих се жени на 8 септември 1704 г. за Елеонора Магдалена фон Бранденбург-Байройт (* 14 януари 1673; † 23 декември 1711), дъщеря на маркграф Христиан Ернст фон Бранденбург-Байройт (1644 – 1712) и втората му съпруга София Луиза фон Вюртемберг (1642 – 1702). С нея той има една дъщеря:
- Елеонора Елизабет Августа (1705 – 1762), манастирска дама в Хал ин Тирол

На 27 май 1714 г. в Йотинген Херман Фридрих се жени втори път за графиня Йозефа фон Йотинген-Шпилберг (* 19 септември 1694 в Йотинген; † 21 август 1738 в Йотинген), дъщеря на граф Франц Албрехт фон Йотинген-Шпилберг (1663 – 1737). Двамата имат децата:
- Мария Христина (1715 – 1749)

∞ 1733 граф Йохан Йозеф Антон фон Тун и Хоенщайн (1711 – 1788)
- София (*/† 1716)
- Йозеф Фридрих Вилхелм (1717 – 1798), княз на Хоенцолерн-Хехинген

∞ 1. 1750 Мария Терезия Фолх де Кардона и Силва (1732 – 1750)
∞ 2. 1751 графиня Мария Терезия фон Валдбург цу Зайл и Вурцах (1732 – 1802)
- Херман Фридрих (1719 – 1724)
- Франц Ксавер (1720 – 1765)

∞ 1748 графиня Анна фон Хоенсброех (1729 – 1798)
- Мария Анна (1722 – 1806), монахиня в Бухау
- Амадеус (1724 – 1753), домхер в Кьолн
- Фридрих Антон (1726 – 1812)

∞ 1774 графиня Ернестина Йозефа фон Собек и Корнитц (1753 – 1825)
- Мария Франциска Йозефа (1728 – 1801)

∞ 1747 княз Франц Венцел фон Клари и Алдринген (1706 – 1788)
- Мария Сидония Терезия (1729 – 1815)

∞ 1749 княз Франц Улрих Кински фон Вхинитц и Тетау (1726 – 1792)
- Майнрад Йозеф (1730 – 1823), домхер в Констанц
- Йохан Непомук Карл (1732 – 1803), княз-епископ на Ермланд